# Saint-Vit
Saint-Vit é uma comuna francesa na região administrativa de Borgonha-Franco-Condado, no departamento de Doubs. Estende-se por uma área de 16,44 km². Em 2010 a comuna tinha 4 946 habitantes (densidade: 300,9 hab./km²).